# Søren Peter Christensen
Søren Peter Christensen (30 de octubre de 1884 - 12 de octubre de 1927) fue un gimnasta danés que compitió en los Juegos Olímpicos de Estocolmo 1912.
Fue parte del equipo danés, que ganó una medalla de plata en el equipo masculino de gimnasia, el evento de sistema sueco.